# Équipe de Finlande de hockey sur glace
Cet article traite de l'équipe masculine. Pour l'équipe féminine, voir Équipe de Finlande féminine de hockey sur glace.
L'équipe de la Finlande de hockey sur glace représente la sélection des meilleurs joueurs finlandais de hockey sur glace lors des compétitions internationales. Elle est sous la tutelle de la Fédération finlandaise de hockey sur glace aussi appelée Suomen Jääkiekkoliitto.

## Historique
En 1928, l'équipe nationale finlandaise dispute à Helsinki son premier match officiel qu'elle perd contre l'équipe de Suède sur le score de 8-1. En 1937, elle remporte sa première victoire internationale 2-1 contre l'Estonie. Elle fait ses débuts au championnat du monde en 1939 où elle ne remporte aucun match.
En 1948, l'équipe adopte pour la première fois le lion comme symbole sur son maillot. En 1962, elle remporte sa première médaille officielle lors du championnat d'Europe. Il faut attendre 1995 pour voir les finlandais remporter leur première médaille d'or en championnat du monde grâce à une victoire 4-1 contre les rivaux suédois.

## Effectif
| No    | Nom                  | Position       | Club                             |
| ----- | -------------------- | -------------- | -------------------------------- |
| +002, | Rasmus Rissanen      | Défenseur      | Linköping HC                     |
| +004, | Mikko Lehtonen - C   | Défenseur      | Zürcher Schlittschuh Club Lions  |
| +015, | Lenni Hämeenaho      | Attaquant      | Ässät                            |
| +018, | Vili Saarijärvi      | Défenseur      | Schlittschuh Club Langnau Tigers |
| +019, | Waltteri Merelä      | Attaquant      | Club des patineurs de Berne      |
| +020, | Eeli Tolvanen        | Attaquant      | Kraken de Seattle                |
| +021, | Patrik Puistola      | Attaquant      | Örebro HK                        |
| +023, | Nikolas Matinpalo    | Défenseur      | Sénateurs d'Ottawa               |
| +024, | Hannes Björninen - A | Attaquant      | Örebro HK                        |
| +025, | Joona Ikonen         | Attaquant      | Malmö Redhawks                   |
| +027, | Mikael Pyyhtiä       | Attaquant      | Monsters de Cleveland            |
| +029, | Ahti Oksanen         | Attaquant      | Lausanne Hockey Club             |
| +031, | Justus Annunen       | Gardien de but | Predators de Nashville           |
| +033, | Emil Larmi           | Gardien de but | Växjö Lakers HC                  |
| +037, | Atro Leppänen        | Défenseur      | Sport Vaasa                      |
| +041, | Jan-Mikael Järvinen  | Attaquant      | Ässät                            |
| +042, | Robin Salo           | Défenseur      | Malmö Redhawks                   |
| +047, | Eemil Erholtz        | Attaquant      | Ässät                            |
| +050, | Mikael Seppälä       | Défenseur      | HV 71                            |
| +061, | Juuso Pärssinen      | Attaquant      | Rangers de New York              |
| +062, | Jesper Mattila       | Défenseur      | Kalevan Pallo                    |
| +074, | Juuse Saros          | Gardien de but | Predators de Nashville           |
| +082, | Harri Pesonen        | Attaquant      | Schlittschuh Club Langnau Tigers |
| +086, | Teuvo Teräväinen - A | Attaquant      | Blackhawks de Chicago            |
| +091, | Juho Lammikko        | Attaquant      | Zürcher Schlittschuh Club Lions  |

## Résultats

### Jeux olympiques
- 1952 - 7e place
- 1956 - non qualifiée
- 1960 - 7e place
- 1964 - 6e place
- 1968 - 5e place
- 1972 - 5e place
- 1976 - 4e place
- 1980 - 4e place
- 1984 - 6e place
- 1988 -
- 1992 - 7e place
- 1994 -
- 1998 -
- 2002 - 6e place
- 2006 -
- 2010 -
- 2014 -
- 2018 - 6e place
- 2022 -

### Coupe Canada
La Coupe Canada a été mise en place en 1976 dans le but de rassembler les meilleurs joueurs au monde de hockey sur glace. Afin de permettre à un maximum de joueurs de participer, le tournoi a lieu à chaque fois début septembre, période souvent inactive pour la majeure partie des championnats.
- 1976 - 6e place
- 1981 - 6e place
- 1984 - non qualifiée
- 1987 - 6e place
- 1991 - 3e place

### Coupe du monde
La Coupe du monde remplace la Coupe Canada à partir de 1996. Les règles distinguent la Coupe du monde et le championnat du monde. En effet, organisée par la Ligue nationale de hockey, la Coupe du monde se joue donc selon les règles propres du championnat nord-américain et non pas selon celles de la Fédération internationale de hockey sur glace.
- 1996 - éliminée en quart de finale
- 2004 -  Médaille d'argent
- 2016 - éliminée en phase de poule

### Championnats du monde
Les Jeux olympiques d'hiver tenus entre 1920 et 1968 comptent également comme les championnats du monde. Durant les Jeux Olympiques de 1980, 1984 et 1988 il n'y a pas eu de compétition du tout.
- 1939 - 14e place
- 1949 - 7e place
- 1950 : non qualifiée
- 1951 - 7e place
- 1952 - 7e place
- 1953 - ne participe pas
- 1954 - 6e place
- 1955 - 9e place
- 1956 - ne participe pas
- 1957 - 5e place
- 1958 - 6e place
- 1959 - 6e place
- 1961 - 7e place
- 1962 - 4e place
- 1963 - 5e place
- 1965 - 7e place
- 1966 - 7e place
- 1967 - 6e place
- 1969 - 5e place
- 1970 - 4e place
- 1971 - 4e place
- 1972 - 4e place
- 1973 - 4e place
- 1974 - 4e place
- 1975 - 4e place
- 1976 - 5e place
- 1977 - 5e place
- 1978 - 7e place
- 1979 - 5e place
- 1981 - 6e place
- 1982 - 5e place
- 1983 - 7e place
- 1985 - 5e place
- 1986 - 4e place
- 1987 - 5e place
- 1989 - 5e place
- 1990 - 6e place
- 1991 - 5e place
- 1992 -
- 1993 - 7e place
- 1994 -
- 1995 -
- 1996 - 5e place
- 1997 - 5e place
- 1998 -
- 1999 -
- 2000 -
- 2001 -
- 2002 - 4e place
- 2003 - 5e place
- 2004 - 6e place
- 2005 - 7e place
- 2006 -
- 2007 -
- 2008 -
- 2009 - 5e place
- 2010 - 6e place
- 2011 -
- 2012 - 4e place
- 2013 - 4e place
- 2014 -
- 2015 - 6e place
- 2016 -
- 2017 - 4e place
- 2018 - 5e place
- 2019 -
- 2020 - Annulé en raison de la pandémie de Covid-19
- 2021 -
- 2022 -
- 2023 - 7e place
- 2024 - 8e place
- 2025 - 7e place

## Classement mondial
| Année     | Rang | Points | Progression |
| --------- | ---- | ------ | ----------- |
| 2003      | 4    | 3 525  |             |
| 2004      | 5    | 3 195  | -1          |
| 2005      | 7    | 2 865  | -2          |
| Mai 2006  | 4    | 3 765  | +3          |
| 2007      | 3    | 3 640  | +1          |
| 2008      | 4    | 3 385  | -1          |
| 2009      | 4    | 3 050  | ±0          |
| Fév. 2010 | 3    | 3 880  | +1          |
| Mai 2010  | 4    | 3 805  | -1          |
| 2011      | 2    | 3 630  | +2          |
| 2012      | 2    | 3 345  | ±0          |

| Année     | Rang | Points | Progression |
| --------- | ---- | ------ | ----------- |
| 2013      | 2    | 3 065  | ±0          |
| Fév. 2014 | 2    | 3 905  | ±0          |
| Mai 2014  | 2    | 3 955  | ±0          |
| 2015      | 4    | 3 775  | -2          |
| 2016      | 3    | 3 355  | +1          |
| 2017      | 4    | 3 060  | -1          |
| Fev. 2018 | 4    | 3 820  | ±0          |
| Mai 2018  | 5    | 3 765  | -1          |
| 2019      | 3    | 3 615  | +2          |
| 2020      | 3    | 3 345  | ±0          |
| 2021      | 2    | 3 125  | +1          |

Note :  Promue ;  Reléguée

## Équipe junior moins de 20 ans

### Championnats du monde junior
La Finlande participe au Championnat du monde junior dès sa création officielle en 1977. 
- 1977 - 4e place
- 1978 - 6e place
- 1979 - 4e place
- 1980 -
- 1981 -
- 1982 -
- 1983 - 6e place
- 1984 -
- 1985 - 4e place
- 1986 - 6e place
- 1987 -
- 1988 -
- 1989 - 6e place
- 1990 - 4e place
- 1991 - 5e place
- 1992 - 4e place
- 1993 - 5e place
- 1994 - 4e place
- 1995 - 4e place
- 1996 - 6e place
- 1997 - 5e place
- 1998 -
- 1999 - 5e place
- 2000 - 7e place
- 2001 -
- 2002 -
- 2003 -
- 2004 -
- 2005 - 5e place
- 2006 -
- 2007 - 6e place
- 2008 - 6e place
- 2009 - 7e place
- 2010 - 5e place
- 2011 - 6e place
- 2012 - 4e place
- 2013 - 7e place
- 2014 -
- 2015 - 7e place
- 2016 -
- 2017 - 9e place
- 2018 - 6e place
- 2019 -
- 2020 - 4e place
- 2021 -
- 2022 -
- 2023 - 5e place
- 2024 - 4e place
- 2025 -

## Équipe des moins de 18 ans

### Championnats du monde moins de 18 ans
L'équipe des moins de 18 ans participe dès la première édition.
- 1999 -
- 2000 -
- 2001 -
- 2002 - 4e place
- 2003 - 7e place
- 2004 - 7e place
- 2005 - 7e place
- 2006 -
- 2007 - 7e place
- 2008 - 6e place
- 2009 -
- 2010 -
- 2011 - 5e place
- 2012 - 4e place
- 2013 -
- 2014 - 6e place
- 2015 -
- 2016 -
- 2017 -
- 2018 -
- 2019 - 7e place
- 2020 - Annulé (Covid-19)
- 2021 - 4e place
- 2022 -
- 2023 - 5e place
- 2024 - 5e place
- 2025 - 5e place